# Maurizio Pieroni
Maurizio Pieroni (Senigallia, 29 settembre 1951 – Roma, 21 luglio 2020) è stato un politico italiano.

## Biografia
Laureato in pedagogia, è insegnante. 
Ambientalista, viene eletto alla Camera dei deputati nel 1992 nelle file de I Verdi. Alle elezioni politiche del 1994 viene eletto al Senato, confermando il seggio a Palazzo Madama anche nel 1996, ricoprendo il ruolo di Capogruppo al Senato dei Verdi nella XIII legislatura. Fece parte della Commissione bicamerale per le riforme istituzionali presieduta da Massimo D'Alema. Terminò il proprio mandato parlamentare nel 2001.
È morto a 68 anni.